# Antonio Núñez Celda
Antonio Núñez Celda   (Quart de Poblet, 27 d'agost de 1969 - Requena, 12 de maig de 2013) va ser un pilotaire professional valencià en les modalitats d'escala i corda i de frontó, sempre en la posició de rest: guanyador dos voltes del Circuit Bancaixa, entre altres trofeus, va ser molt lloat per la seua tècnica en el rebot i l'ús de la mà dreta malgrat ser esquerrer, per la qual cosa el multicampió Álvaro de Faura (esquerrà també) el considerava l'adversari ideal.

## Biografia
Núñez es formà en el Club de Pilota de Quart de Poblet com a jugador de pilota basca, per la qual cosa destacava en l'especialitat de frontó valencià, de la qual fou subcampió individual en 1988; també guanyà un Trofeu el Corte Inglés de galotxa amb el Club de Pilota de Beniparrell abans de fer-se escalater professional, als dèneu anys.
La seua estrena de blanc tingué lloc l'any 1987 al trinquet de Pelayo, encara en l'època del Genovés —al qual guanyà en una partida destacada de frontó a Toixa–, Pigat II o els germans Sarasol, contra els quals perdé la final del VII Circuit Bancaixa en 1998. Per la seua especialització en frontó, Núñez va disputar moltes partides d'exhibició d'eixa modalitat, algunes de les quals contra pilotaris bascs: l'any 1999 jugà al frontó de Natzaret (València) amb Cervera d'Alaquàs contra Dani i Alberdi, i amb Puchol de Vinalesa contra Auskin i Capellán.
Més avant, l'any 2001 va disputar la final del Trofeu Individual Bancaixa contra Álvaro en un duel molt igualat, per la seua condició d'esquerrans. L'ajuntament de Quart de Poblet, que ja l'havia nomenat «esportiste de l'any» en 1990, l'homenatjà de nou l'any 2003, només guanyar el XII Circuit Bancaixa (junt amb Fèlix de Gandia i Jesús de Silla).
En 2006 s'enfrontà junt amb Pasqual de la Pobla a dos frontonistes cubans, Lemay i Waltary Agustí (est últim llogat especialment per al X Open Ciutat de València): Núñez i el seu mitger guanyaren 41 per 15. El 2007 guanyà el XVI Bancaixa a Pelayo, amb Melchor de Benavites i Tino, contra Mezquita de Vila-real, Sarasol II i Oñate II.
L'any següent participà en sengles homenatges a Mezquita i Voro de Montserrat, ambdós acabats de retirar. L'any 2010 hagué de ser substituït pel novençà Puchol II en el V Trofeu Ciutat de Llíria; el mateix any jugà una partida d'exhibició al trinquet de París.
L'any 2011 disputà les finals del Circuit Bancaixa 10/11 (amb Tato i Santi, contra Miguel i Dani) i del VI Trofeu President de la Diputació de València de frontó (en parella amb Montesa del Puig, contra Álvaro i Puchol II), però el darrer campionat que aconseguí va ser el VI Trofeu Universitat de València, junt amb Nacho de Beniparrell i Solaz. L'última competició en què s'anuncià fou el VII Trofeu de Frontó Diputació de València, en parella amb Fageca (el qual va ser substituït en l'última partida per Alejandro).
Després d'eixe campionat i abans del començament del Circuit Bancaixa 12/13, Núñez es retirà com a professional de ValNet alhora que Adrián de Sueca, amb la intenció que seguira disputant partides del dia; el lloc d'ambdues figures en l'escala i corda professional passà a ser ocupat pels jóvens Fageca i Puchol II.
Núñez va aparéixer mort el 13 de maig de 2013 a una casa de camp de Requena propietat dels seus pares: segons els testimonis, feia temps que no acceptava cridades telefòniques i l'última volta que algú el va vore amb vida va dir «No tinc ganes de parlar». Fou soterrat el 14 de maig al poble on s'havia casat, Moncofa, on l'estiu anterior encara havia jugat una partida benèfica de llargues; al soterrar van acudir moltes personalitats del món de la pilota.

## Palmarés
| #    | competició                                       | resultat  | observacions                            |
| ---- | ------------------------------------------------ | --------- | --------------------------------------- |
| 1988 | II Campionat Autonòmic de Frontó Individual      | subcampió | contra Sevilla de Pedralba              |
| 1989 | XIV Trofeu el Corte Inglés de Galotxa            | campió    | amb el Club de Pilota de Beniparrell    |
| 1998 | VII Lliga Professional d'Escala i Corda          | subcampió | amb Voro i Tino                         |
| 2001 | II Trofeu Ràdio 9                                | ?         | contra Álvaro                           |
| 2001 | XVI Trofeu Individual Bancaixa                   | subcampió | contra Álvaro                           |
| 2003 | XII Lliga Professional d'Escala i Corda          | campió    | amb Fèlix i Jesús                       |
| 2003 | VII Open Ciutat de València                      | campió    |                                         |
| 2003 | II Trofeu Platges de Moncofa de Frontó           | campió    |                                         |
| 2004 | III Trofeu Platges de Moncofa de Frontó          | subcampió |                                         |
| 2006 | V Trofeu Platges de Moncofa de Frontó            | subcampió | amb Fageca                              |
| 2007 | XVI Lliga Professional d'Escala i Corda          | campió    | amb Melchor i Tino                      |
| 2007 | VI Obert d'Albal de frontó valencià              | subcampió | amb Espínola                            |
| 2007 | II Trofeu Ciutat de Llíria                       | subcampió | amb Dani                                |
| 2007 | V Trofeu Mancomunitat de la Ribera Alta          | subcampió | amb Dani                                |
| 2008 | III Trofeu Ciutat de Llíria                      | subcampió | amb Jesús i Héctor                      |
| 2009 | IV Trofeu Ciutat de Llíria                       | campió    | amb Jesús i Héctor                      |
| 2009 | VII Trofeu Vidal                                 | campió    | amb Grau i Sarasol II                   |
| 2009 | VIII Trofeu Ciutat de Dénia                      | subcampió | amb Sarasol II i Héctor                 |
| 2010 | V Trofeu President de la Diputació de València   | subcampió | frontó, amb Raül II                     |
| 2010 | XXI Trofeu Nadal de Benidorm                     | subcampió | amb Dani i Tomàs II                     |
| 2011 | XX Lliga Professional d'Escala i Corda           | subcampió | amb Tato i Santi                        |
| 2011 | VI Trofeu Universitat de València                | campió    | amb Nacho i Solaz                       |
| 2011 | XXII Trofeu Tio Pena de Massamagrell             | subcampió | amb Javi (substituït per Jesús) i Santi |
| 2011 | III Trofeu President de la Diputació de Castelló | subcampió | amb Raúl i Santi                        |
| 2011 | VI Trofeu President de la Diputació de València  | subcampió | frontó, amb Montesa                     |